# Lagoa Vermelha (kommun)
Lagoa Vermelha är en kommun i Brasilien.   Den ligger i delstaten Rio Grande do Sul, i den södra delen av landet, 1 400 km söder om huvudstaden Brasília. Antalet invånare är 27 529.
Följande samhällen finns i Lagoa Vermelha:
- Lagoa Vermelha

I omgivningarna runt Lagoa Vermelha växer huvudsakligen savannskog. Runt Lagoa Vermelha är det ganska tätbefolkat, med 65 invånare per kvadratkilometer.